# A tizedes meg a többiek
A tizedes meg a többiek 1965-ben bemutatott fekete-fehér magyar filmvígjáték, Keleti Márton rendezésében. A forgatókönyvet Dobozy Imre Nyílt parancs című filmdrámája alapján Szász Péter írta. A sok szovjet (és amerikai) „világháborús hőseposz” után felüdülést jelentett egy olyan film, ahol a főhősök csetlő-botló kisemberek („Mi még megadni sem tudjuk magunkat”), akik nevetni is tudnak a háború okozta visszásságokon, és akiknek még a hősiessége is hiábavaló („Ide lőjetek!”, a tehenekkel való találkozás során). A filmben elhangzó „Az oroszok már a spájzban vannak!”, „Dokument jeszty!” és „Grisa, azt a jó moszkvai nénikédet” mondatok szállóigévé váltak. A film érdekessége, hogy az apró, egy-két mondatos szerepeket is a kor legismertebb színészei játszották, például Gobbi Hilda, Horváth Gyula, Fülöp Zsigmond, Gyimesi Pálma stb.
Keleti Márton alkotása elnyerte a Magyar Filmszemle fődíját, 1968-ban a Magyar Filmművészek Szövetsége beválasztotta a tizenkét legjobb magyar film közé (Budapesti tizenkettő), 2012-ben pedig bekerült a Magyar Művészeti Akadémia tagjai által kiválasztott legjobb 53 magyar alkotás közé is.
A filmből kisregény, rádiójáték és színdarab, továbbá sci-fi-adaptáció is készült.

## A film rövid cselekménye
A második világháború utolsó heteiben Molnár tizedes a zászlóalja kézigránátokba rejtett és ellopott zsoldjával a maga részéről befejezettnek nyilvánítja a háborút. Hamis nyílt paranccsal, a helyzethez mindig alkalmazkodó ügyes hozzáállásával, motorkerékpáron próbál meg átszökni a folyamatosan változó frontvonalakon.
Több igazoltatást is megúszva végül egy Albert nevű inasra bízott kastélyban talál menedéket, amely azonban nem üres: már három szökött magyar katona is ott bujkál. Mint négyük közül a legélelmesebb és legdörzsöltebb, Molnár átveszi a parancsnokságot, mindenkinek kiosztja a feladatokat, a különféle lehetőségeket számba véve. Ha kell, katonai parancsnokságnak álcázzák magukat, szükség esetén a rendszerhez hű honvédek, és színleg együttműködnek a nyilasokkal, ha kell, szökött munkaszolgálatost fogadnak maguk közé, vagy sebesült szovjet katonát mentenek meg.
Bár csak a háború túlélése a céljuk, hiába kerülik a nyilasokat, németeket, szovjeteket, állandóan veszélyes kalandokba, bámulatos helyzetekbe keverednek. Végül egy Barokányi nevű, büntetőosztagot vezető nyilas főhadnagy leleplezi őket, és hamarosan az egész társaság a kivégzőosztag előtt találja magát. Kivégzés előtti megszégyenítés végett Szijjártónak kell a pénzzel teli gránátokat egyesével átadni, melyeket a dagi Dunyhás testvér szed szét. A megmenekülés esélye szinte nulla, ám a pénzzel teli gránátok között van egy igazi is...
Alig menekülnek meg a  kivégzőosztag elől, máris szovjet fogolytáborban találják magukat. A kommunista Szijjártó minden befolyását latba vetve eléri, hogy a társaságról elhiggyék, a fasiszták ellen harcoló partizánok voltak a háború alatt. A szabadon bocsátásnak azonban feltétele egy nehéz és veszélyes partizánakció végrehajtása. Molnár tizedes ismét úgy dönt, elege van a háborúból, úgy véli, a német golyó sem üt szebb lyukat az orosznál, és nem vállalja az akciót. Utolsó pillanatban azonban mégis csatlakozik társaihoz.

## A film részletes cselekménye
A történet a második világháború végén játszódik, mikor is Molnár Ferenc tizedes a motorkerékpárján robog a frontvonalakon keresztül, kézigránátjaiban a zászlóalj ellopott zsoldjával. Hamisított parancsa szerint a 4. határvadász ezredet keresi (amit egyébként körülzártak Budán).
Egy golyó eltalálja a motor akkuját, ezért be kell állnia egy szerelőműhelybe. Ott egy éppen ebédelő SS-tiszttel összeszólalkozik egy általa eldobott és a tiszt tányérjában landoló cigarettacsikk miatt. A motorkerékpár megjavítása fejében felajánlja, hogy hazaviszi a szerelő fiatal segédjét. Több igazoltatás után átirányítják egy tóparti kastélyba, hogy jelentkezzen szolgálatra egy rohamegységnél, de mire odaér, az már visszavonulóban van.
Bemennek az üresnek hitt kastélyba, ahol is Kovács Dezső, azaz Albert, a kastélyt egyedül vigyázó inas éppen pakol, és menekülne Budára. Kiderül azonban, hogy Gálffy Eduárd tartalékos zászlós, valamint Gáspár Imre és Fekete György közlegények is a kastélyban bujkálnak. A kis csapat hamarosan elfogadja vezetőjének a dörzsölt Molnárt, majd elterelésképpen berendeznek egy „parancsnokságot” az egyik teremben. Miután bevisznek hozzájuk egy elfogott szökevény munkaszolgálatost, a kommunista Szíjjártó Istvánt, némi huzavona után megengedik neki, hogy köztük maradjon.
Mivel élelmük fogytán van, Szíjjártó javaslatára elindulnak a közeli erdészházba, ahol ő korábban már bujkált. Útközben megadják magukat a bozótban legelésző teheneknek, melyeket támadó orosz katonáknak vélnek. Az erdészházat időközben megszállta a már említett SS-osztag, a háború helyett kizárólag a gyomrával foglalkozó Obersturmführer és készséges alantasa, Gutnacht vezetésével. A házba berohanó és az ablakon át a levegőbe lövöldöző Molnár és Szíjjártó megpróbálja elhitetni velük, hogy itt vannak az oroszok, de az Obersturmführert jobban izgatja a Gutnacht által megígért kompót… Gutnacht azonban a kompótok mögött egy géppisztolyos orosz katonát talál a spájzban. Tisztelettudóan jelenti a felettesének, Herr Obersturmführer, az oroszok már a spájzban vannak. A német osztag fejvesztve menekül a házból.
A család hálás a segítségért, de ennek ára egy tekintélyes adag élelem a disznóvágásból. Miután a többiek is megérkeznek, Molnár elmeséli a viccesnek tűnő történetet, azt hiszi ugyanis, hogy ő ijesztette el a németeket. A spájzban azonban ő is meglátja az orosz katonát a kompótok mögött. Kénytelen megállapítani, már valóban a spájzban vannak az oroszok, egy Grisa nevű, a front mögött lemaradt, sebesült káplár személyében. Mivel a háború elveszett, a front és a szovjet hadsereg közeleg, úgy gondolják, ez a Grisa még jól jöhet később, ezért magukkal viszik, és megpróbálnak segíteni rajta.
A kastélyt időközben Albert tiltakozása ellenére lefoglalták a nyilasok. Azok eltávolítására  kiadják magukat kémelhárítóknak, akik Grisa személyében elfogtak egy rendkívül fontos szovjet futárt, és mindjárt jön a kémelhárító ezredparancsnok úr is. A csalódott nyilasok kénytelenek másik kastélyt keresni, Albert ajánlása szerint Fácánpusztán, mindjárt a domb mögött, onnan 30 kilométerre...
Este Molnár sikeresen kiveszi a golyót Grisa lábából, majd nekifognak az erdészéktől hozott disznótorosnak, ám vacsora közben hirtelen fegyverropogásra riadnak. Albert közli velük, hogy itt vannak az oroszok. Megerősítésként azt is hozzáteszi, ritkán szokott tévedni. Rohamtempóban civilbe öltöznek és Grisa köré gyűlnek mint a szovjetek barátai. Ám Albert időközben pontosít, közli, a németek vannak itt, és kétszer nem téved. Már nem tudnak átöltözni, ezért inkább a kastély titkos folyosóin bújnak el.
Miután a német katonák felfedezik a vacsora maradékát, odahívják a korábban már megismert kényes gyomrú Obersturmführert, ám mire odaérnek, Molnárék eltüntetik a vacsora nyomait. Az éhesen maradt Obersturmführer razziát rendel el, és egy szekrényben meg is találják az elrejtett disznótorost. Vacsora alatt Gutnacht véletlenül felfedezi az elbújtatott Grisát egy titkos, falnak álcázott forgóajtó mögött. Az ajtó visszafordulása után megteszi a jelentését, miszerint az oroszok már a fal mögött vannak. Az azonnali riadó miatt a mindig éhes Obersturmführer ezúttal sem tudja befejezni a lakomát.
Molnár és a többiek egy hátsó kijáraton kiszöknek, a házban csak Gálffy, Albert és az egyik titkos szobában elbujtatott Grisa marad. Gálffy a kastély urának álcázza magát, aki kandalló mellett ülve, az inasával a háta mögött, gramofonmuzsika mellett, konyakozva várja be az oroszokat, hogy „példát mutasson a gyáváknak”. A bátorság eme fokától megrendült Obersturmführer és Gutnacht bokacsattogtatással fejezi ki a tiszteletét a „bárónak”, az osztag elhagyja a házat, majd Albert titokban elengedi Grisát.

Molnár tizedes és Szíjjártó a nyilas Barokányi fogságában

Közben Molnár ellop egy német motorkerékpárt, és hazaviszi az autószerelő segédjét. A faluban a nyilas leventeparancsnok éppen akkor fogdossa össze erőszakkal a még szinte gyerek fiatalokat, hogy egyenesen a frontra küldje őket. Szíjjártó a dörzsölt és nem éppen feddhetetlen, de mindig emberséges Molnárral kiszabadítja a fiúkat, és elzavarják a nyilas leventeparancsnokot.
A következő megállójuk egy havas mező, kilőtt teherautók roncsaival, közepén egy rommá lőtt házzal. Itt Molnár elmeséli a jövőre vonatkozó elképzeléseit, amik egy autószerelő műhelyre vonatkoznak, benzinkúttal, kiskocsmával. A kezdőtőke is megvan, a gránátokba rejtve. A kommunista Szíjjártó tervei egészen mások. A szép álmok szövögetése akkor ér véget, amikor kiderül, éppen egy csata közepébe keveredtek. Megpróbálják megadni magukat, de az oroszok rájuk se hederítenek. Molnár megállapítja, „mi még megadni se tudjuk magunkat”. Elválnak, de előtte búcsúzóul Szíjjártónak is ad egy Molnár tizedes névre szóló hamisított parancsot.
Eközben a visszatérő nyilasok a vezetőjükkel, a végső győzelemben még mindig hívő, rendszerhű Barokányi főhadnaggyal elfoglalják a kastélyt. Az ott bujkáló Gálffy és két embere gyorsan lebukik. Molnár tizedes gyanútlanul visszamegy az otthagyott, élelemmel és csereáruval megrakott ládájáért. Előállítják, de a nyílt paranccsal és minden helyzethez alkalmazkodni képes, dörzsölt természetével kivágja magát Barokányi előtt, sőt felajánlja neki, csatlakozik a büntetőosztagukhoz. A baj akkor kezdődik, amikor Szíjjártót is előállítják, és ő szintén Molnár tizedesként jelentkezik. Miután szembesítik őket egymással, a lebukás elkerülhetetlen. Mint kiderül, a főhadnagy már három napja tudott a zsoldot ellopó álfutárról – bár a tolvaj kilétét nem ismerte.
Gálffy és két embere, továbbá Molnár, Szíjjártó és Albert reggel már ott állnak a kivégzőosztag előtt. A kivégzés előtti megszégyenítés részeként Szíjjártónak egyesével oda kell dobálnia a nyilasok elé a pénzzel teli gránátokat, amiket a hájas Dunyhás testvér szed szét. Miután kiderül, hogy valóban pénz van a gránátokban, a pénz győz az eszme felett, az osztag tagjai a kivégzendőkről megfeledkezve egymást taposva tülekednek a Mátyás királyos százpengősökért. Szíjjártó nyakába akasztva viszont marad még gránát, amiben azonban nem pénz, hanem éles töltet van... A robbanás után fut, ki merre lát.
A szabadság nem tart sokáig, a következő jelenetben a hőseink már szovjet fogságban vannak. Előadják a szovjet főhadnagynak, hogy ők kommunista partizánok, és megmentettek egy Grisa nevű szovjet katonát. A kapitány ugyan nem nagyon hisz nekik, de azért összehívja a tábor Grisáit, az övék azonban nincs közöttük. Viszont összetalálkoznak a Szíjjártót a kastélyban előállító Suhajda őrmesterrel, akinél még ott van a papír, miszerint Szíjjártó kommunista fogoly. Ezzel a papírral legalább már ő tudja bizonyítani a kommunista partizán előéletét a századosnál, közben aztán Grisa is előkerül, aki pedig Molnárt és a társait igazolja.
A kis csapat ezzel elnyeri a szabadságát, de megbízzák őket egy partizánakcióval. Több-kevesebb lelkesedéssel mindenki vállalja – Molnáron kívül, ő csak egy pecsétes papírt kér az „érdemeiről”, amit meg is kap. Reggel az újdonsült partizánok terepjáróval elindulnak az akcióra, Molnár gyalogosan  az ellentétes irányba, de meggondolja magát és a többiek után fut, miközben azt kiabálja: „Várjatok, itt hagynátok az eszeteket???”

## Szereplők
| Színész          | Szerep                                                                    |
| ---------------- | ------------------------------------------------------------------------- |
| Major Tamás      | Albert, polgári nevén Kovács Dezső, a kastély inasa                       |
| Sinkovits Imre   | Molnár Ferenc, tizedes                                                    |
| Darvas Iván      | Gálffy Eduárd, katonaszökevény zászlós                                    |
| Pálos György     | Szíjjártó István, szökött kommunista munkaszolgálatos                     |
| Ungváry László   | Barokányi, nyilas főhadnagy                                               |
| Kozák László     | Gáspár Imre, szökött katona                                               |
| Szabó Gyula      | Fekete György, szökött katona                                             |
| Márkus László    | mindig éhes SS Obersturmführer                                            |
| Horváth Tivadar  | Gutnacht, SS-tiszt                                                        |
| Cs. Németh Lajos | Grisa, sebesült orosz katona                                              |
| Agárdy Gábor     | leventeparancsnok a faluban                                               |
| Bánhidi László   | Suhajda Pál, a munkaszolgálatosokat felügyelő őrmester                    |
| Fonyó József     | német SS-katona, akit a disznótoros vacsora eltűnése miatt lelőnek        |
| Fülöp Zsigmond   | magyar királyi hadnagy, fényképezőgéppel a nyakában                       |
| Iglódi István    | Vég Jóska, az autószerelő segédje                                         |
| Szendrő József   | Dunyhás testvér, nyilas katona                                            |
| Raksányi Gellért | nyilas pártszolgálatos, Dunyhás testvérrel ő akarja lefoglalni a kastélyt |
| Horváth Gyula    | báró Hétházy, a fogolytáborban                                            |
| Gobbi Hilda      | falusi nagymama az „onokáival”                                            |
| Győrffy György   | szovjet főhadnagy                                                         |
| Kautzky József   | tábori csendőr, ő irányítja Molnárt a kastélyba                           |
| Makláry János    | autószerelő mester                                                        |
| Szakács Sándor   | erdész                                                                    |
| Gyimesi Pálma    | az erdész felesége                                                        |
| Kovács Károly    | százados, aki nem szereti a nyilasokat és a nácikat                       |
| Kelemen Éva      | Jóska anyja                                                               |
| Gelley Kornél    | katona                                                                    |

## A film készítéséről
Az eredeti terv szerint egy kemény és szinte a hihetetlenségig sematikus partizánfilm készült volna a szovjetekhez átálló magyar katonákról. A film címe Nyílt parancs lett volna, Dobozy Imre írta a forgatókönyvet. A film egyik mellékszereplője lett volna egy, a zsoldot kézigránátokba rejtő katona. Herskó János javasolta, hogy a film erről a karakterről szóljon, valamint elsőként ne dráma, hanem vígjáték készüljön a háborúról. Az új forgatókönyvet Szász Péter írta.
Sinkovits Imre említette, hogy 1944-ben 16 éves fiatalként Molnár tizedeséihez hasonló trükköket kellett bevetnie a túlélésért és szabadságért, ezért a figurával könnyen tudott azonosulni. Ez volt az első film, amelyben nem teljesen pozitív és feddhetetlen karaktert alakított, de ez csak tovább növelte a népszerűségét.
A hatalmas sikerű filmet a Szikra moziban egy évig folyamatosan vetítették. 1990 után tervbe volt véve egy el nem készült folytatás, mely 1945-től 1990-ig folytatta volna a tizedes élettörténetét.

## A cselekmény helyszíne és időpontja
A cselekmény körülbelül 1944 decemberének legvégén vagy 1945 január elején, az ide-oda mozgó frontok között, a senki földjén játszódik, egy közelebbről meg nem határozott helyen lévő, üres kastélyban és a környékén. A kastély gazdái elmenekültek a harcok elől. Molnár említi, hogy a Buda bekerítése előtti utolsó pillanatban sikerült kiszöknie a városból. A történet ez után pár nappal játszódik. A kastélyban ironikusan azt mondja egy Afrika-térképre, hogy Rommel küldte nekik karácsonyra.
A filmben említett helyek:
- Baglyas, fiktív település, ennek a polgármestere igazolhatta volna Suhajda „jótetteit”;
- Buda, ahonnan Molnár tizedes megszökött közvetlenül annak körbezárása és a film cselekménye előtt;
- az Úri utca a budai várban, ahol Albert öccse lakik;
- Csákánydoroszló (a csákánydoroszlói fogatolt tüzérek mint fiktív felmentő sereg kapcsán);
- Fácánpuszta, ahol a legközelebbi kastély van – fiktív helyszín;
- Miskolc, ahol a németek korábban kifosztották a kórházat;
- Nyékládháza (a nyékládházai kerékpáros zászlóalj mint fiktív felmentő sereg kapcsán);
- Öcsöd (az öcsödi huszárok mint fiktív felmentő sereg kapcsán);
- Pálháza, ahol Jóska lakik. Mivel ez valójában az ország északkeleti részében van, a cselekmény időpontjában már szovjet fennhatóság alatt állt, így Jóska lakóhelye egy másik, fiktív Pálháza;
- Páty, a kitalált megindítandó ellentámadás helyszíne;
- Székesfehérvár: a cselekmény időpontjában már szovjet fennhatóság alatt állt.

## Forgatási helyszínek
1964 novemberétől 1965 januárjáig forgatták: 
- A kastélyról készült külső felvételek a tóalmási Andrássy-kastélynál készültek.
- A Jóskát a lakhelyére, Pálházára hazaszállító és ott a leventegyerekeket kiszabadító Molnár és Szíjjártó a megérkezésük előtti pillanatokban valójában Telkiben, a Rákóczi utcán motorozik: jól megfigyelhető, ahogy elhaladnak a telki Kőkereszt mellett, majd odaérnek a teherautóhoz, ami Telki főutcáján, a jelenkori 1956-os emlékmű és az autóbusz-megállóhely között állt. A felvételek hátterében pl. a Fő utca 24-es számú ház és a Faluház (Pajta) épülete is felismerhető.
- A szovjet katonák film végi vonulásának a helyszíne Budaörs és Budakeszi között, a Budaörsi-hegy északnyugati peremén elhelyezkedő, egykori repülős oktatóház melletti rét.[6]
- A „mi még megadni sem tudjuk magunkat“ jelenet szintén Budaörsön, a Farkas-hegyen, a forgatás idején már romos állapotú MÁV pihenőháznál készült.[7]

A romos háznak, amiből Sinkovits Imre és Pálos György a fehér zászlót lengeti az oroszok felé, egy darabja ma is megtalálható a Farkas-hegyen. A MÁV hajdani pihenőházából megmaradt két romos boltív azóta dacol a pusztulással
- Az erdészház beltere, ahol „az oroszok már a spájzban vannak“ stúdiódíszlet. Noha a történet szerint tél van, az ablak előtt lombos fa látható.

## Logikai hiba
- A tényleges front közeledik ugyan, de még nem érte el a kastélyt, a báró úr és családja is csak röviddel korábban távozott, tehát a történet szerint a kastélynak még jó állapotban kellene lennie, ennek ellenére a beltér elhanyagolt és hosszú ideje lakatlan benyomást kelt.
- Gálffy zászlós, amikor bejönnek a németek a kastélyba, képtelen németül válaszolni, ezért a szót átadja Albertnek. Ehhez képes korábban, amikor a vadászházba mennek és tehenekkel találkoznak, kiderül, hogy a németet akcentus nélkül beszéli. (Darvas Iván tökéletesen beszélt németül is.)

## A filmben hallható dalok
- Első levél – A Ne sírj utánam, kedvesem refrénű dal a háborús évek népszerű magyar slágere. Témája egy katona első levele a szerelmének a frontról. A gramofonlemezen megjelent szám előadója Ráday László. A filmben szintén gramofonlemezről hallható, az oroszokat a kandalló mellett ülve, zenét hallgatva, konyakozva beváró „báró” jelenetében. Több magyar filmben is szerepel hangkulisszaként.[9]
- Minden elmúlik egyszer – a második világháborús évek népszerű német dala, melyben egy őrségen álló katona otthoni szerelmére gondol. Noha eredetileg német nyelvű volt, a szövetséges és elfoglalt országok szinte mindegyikében kiadták helyi előadóval is. A filmben elég ironikusan Major Tamás, alias Albert, az inas énekli a refrént, amikor a kifosztott, szebb napokat látott kastély dolgozószobájában reménytelenül próbál takarítani.
- Katyusa (dal) – népszerű orosz katonadal volt a második világháború idején: Katyusa, a lány várja vissza a fronton harcoló szerelmét, aki azonban elesik a háborúban. Mivel a film legvégén a teljes menetfelszereléssel vonuló egyszerű szovjet katonák csukott szájjal „éneklik” a dalt, ami ennek ellenére harmonikaszó mellett, több szólamban és tökéletes összhangzattal hallható. Egyértelmű, hogy a stúdióban készült hangfelvételt utólagosan keverték a jelenethez.
- Valahol a Volga mentén – orosz népdal, magyar nyelvű változata a Máma még nem ittunk semmit (igyunk hát, az angyalát) című bordal. Közismert angol nyelvű verziója a The Carnival is Over. A filmben Gálffy és Grisa fütyörészi és dudorássza sakkozás közben.
- Bajuski baju – orosz altatódal. Molnár ezzel nyugtatgatja Grisát, mielőtt kiveszi a golyót a lábából.
- Rossini: Tell Vilmos – az átöltözéses jeleneteknél hallható a nyitány rövid részlete.

## Érdekességek
A film utolsó negyedórájában van egy jelenet, amikor a fogságba esett csapat várja vissza a szovjet kapitánnyal tárgyaló kommunista Szíjjártót. A mindig optimista Molnár tizedes megjegyzi: – Sínen vagyunk! – Amikor órákkal később Gálffy ezt gúnyosan megismétli, a film első, moziban vetített változatában Fekete közlegény megszólal: – És mindjárt jön a vonat! – A későbbi változatokban ezt a mondatot elnémították, a tévés és DVD-változaton sem hallható, de Szabó Gyula szájáról tisztán le lehet olvasni.
1983-1985 között a punk stílus haza megjelenése idején az egyik legismertebb és legnépszerűbb zenekara volt a Tizedes meg a többiek. Énekese előbb Krasznár János, majd az utolsó évben Papp György Zoltán volt, akit Tizi, avagy a tizedes, azaz Márton Attila, a gitáros hívott. Egy hangfelvételük meg is jelent.

### Adaptációk
2001-ben egy amatőr filmes társulat elkészítette a film sci-fi-változatát A Klingonok már a spájzban vannak címmel, amiben a szereplőket a Star Trek figuráiról mintázták.
Dobozy kisregényt írt a film forgatókönyve alapján, ami 1969-ben jelent meg. Ebből Palotás János 1982-ben rádiójátékot készített.

„Hőseim, akik mindenáron élni akarnak, nemegyszer összeütközésbe kerülnek saját hitükkel, lelkiismeretükkel. Ettől humorossá válnak. Kicsinyes perspektívába kapaszkodva kényszerülnek többek lenni önmaguknál. Pózokba merevednek, a pózoló ember pedig, amennyire szánalmas, annyira nevetséges is. Sokszemélyes háborús élményem tapasztalatából születtek meg ezek a típusok. [A „hiszek” szótól gyomorgörcsöt kapó tizedes figuráját n]em vetem meg. Becsülöm bátorságát, találékonyságát, erejét. Elítélni vagy szeretni őt – ez már a nézők feladata, kicsit vizsgája is.”

– Dobozy Imre, Ifjúsági Magazin, 1972.

A filmből színházi adaptáció is készült. Először a Veszprémi Petőfi Színház mutatta be 1972-ben a színház kérésére a szerző által drámává formált színdarabot. A rendező Pétervári István, a tizedes Tánczos Tibor volt. A vígjáték tere összesűrűsödött Drexler báró kastélyába, azon belül is a hallba. Dobozy így lemondott ugyan a motorkerékpáros jelenetekről is, de nagyobb hangsúlyt kapott a szereplők egymásra utaltsága és karaktereinek jellemrajza, illetve új drámai motívumok kerültek a cselekményszálba.
1985-ben a Pesti Színházban megújult alakjában láthatta a közönség. Horvai István – aki egyben a darab rendezője is volt – Dobozy Imre kisregényét, illetve a film és a Veszprémben bemutatott színmű szövegét felhasználva írt új színpadi változatot, egy bohózatba hajló vígjátékot, melynek fő hatóeszköze és építőeleme a helyzetkomikum. A filmmel ellentétben itt nem a történelmi helyzet áll a mondanivaló középpontjában, vagy az egyes szereplők viszonya ehhez, hanem inkább azt kihasználva a szélsőséges körülmények között megmutatkozó emberi viselkedéstípusoknak állít görbe tükröt. A helyzetkomikumok kihasználása miatt a sebesült szovjet katona ebben a változatban katonalány lett.
Ezután 1998-ban, a Pécsi Nemzeti Színház Kamaraszínházában mutatták be, majd 2005-ben újra Veszprémben, mindkét helyen Korognai Károly rendezésében és Balikó Tamással a főszerepben. Korognai Szegeden és Békéscsabán is megrendezte a darabot, sőt szerepelt is abban: volt Gálffy, 2005-ben, a Jókai Színházban Albert, az inas, 2008-ban, Miskolcon pedig Molnár tizedesként lépett és dübörgött be oldalkocsis motorjával a színpadra. 2010-ben Győrött Forgács Péter rendezésében mutatták be. Ezeknél az előadásoknál Korognai Károly szerzőtársként szerepel a színlapokon. Átdolgozása a Horvai-féle változathoz abban is hasonlít, hogy a sebesült orosz katonát, Grisát nő alakítja.
A Keleti Márton és Szász Péter szövegeit is tartalmazó színpadi dráma Deres Péter dramaturg általi átirata épp a film bemutatásának 2015-ös 50. és az alapművet szerző Dobozy Imre születésének 2017-es 100. évfordulója között, 2016-ban a került bemutatásra a Pesti Magyar Színházban, Eperjes Károly és Bede-Fazekas Szabolcs főszereplésével, Lengyel Ferenc rendezésében. Az előadás dramaturgiája itt sem követi teljesen a filmet – hiszen például nincsenek külső jelenetek, ezért Grisa a kastélyban kerül elő a spájzból, illetve a filmben csak olvasható orosz és német, itt eredeti nyelveken elhangzó szövegek a többi szereplő értelmezéséből érthetőek meg, és nincs női szereplő sem – vagy a Dobozy-féle drámát.

## Díjak
Magyar Filmszemle (1966)
- díj: legjobb színész – Sinkovits Imre
- díj: a zsűri különdíja (legjobb rendezés) – Keleti Márton
- díj: a Szemle fődíja

Magyar Filmkritikusok Díja (1965)
- Különdíj
- díj: legjobb filmszínész – Sinkovits Imre

## Televíziós megjelenés
MTV1, m1, MTV2, m2, MTV Plusz, Duna TV, Szegedi VTV, Vásárhelyi TV, TV2 (1. logó), Filmmúzeum, Zone Europa, Duna World, M3, Magyar ATV, M5, Győr+ TV, Hír TV, Magyar Mozi TV